# Cimi
Cimi (ryska: Джими) är en ort i Azerbajdzjan.   Den ligger i distriktet Quba Rayonu, i den nordöstra delen av landet, 130 km nordväst om huvudstaden Baku. Cimi ligger 1 282 meter över havet och antalet invånare är 1 082.
Terrängen runt Cimi är kuperad åt sydost, men åt nordväst är den bergig. Runt Cimi är det ganska glesbefolkat, med 48 invånare per kvadratkilometer.. Närmaste större samhälle är Konakh-Kent, 4,2 km nordost om Cimi. 
Trakten runt Cimi består i huvudsak av gräsmarker.